# Archaraeoncus
Archaraeoncus és un gènere d'aranyes araneomorfes de la subfamília Erigoninae, dins de la família Linyphiidae.
Fou descrit per primera vegada per A. V. Tanasevitch l'any 1987.
Es pot trobar a l'Est d'Europa i Àsia.

## Llista d'espècies
Segons The World Spider Catalog 12.0:
- Archaraeoncus alticola Tanasevitch, 2008
- Archaraeoncus hebraeus Tanasevitch, 2011
- Archaraeoncus prospiciens (Thorell, 1875)
- Archaraeoncus sibiricus Eskov, 1988